# The Legend of Tennessee Moltisanti
The Legend of Tennessee Moltisanti is de achtste aflevering van de HBO-serie The Sopranos. De aflevering werd geschreven door David Chase en Frank Renzulli. De regie was in handen van Tim Van Patten.

## Gastrollen
- Anthony DeSando als Brendan Filone
- Joe Badalucco, Jr. als Jimmy Altieri
- Tony Darrow als Larry Boy Barese
- Joseph R. Gannascoli als Gino
- George Loros als Raymond Curto
- Drea de Matteo als Adriana La Cerva
- Will McCormack als Jason LaPenna
- Frank Pando als Agent Grasso
- Richard Romanus als Richard LaPenna
- Al Sapienza als Mikey Palmice
- Matt Servitto als Agent Harris
- Bruce Smolanoff als Emil Kolar

## Samenvatting
Op de bruiloft van de dochter van Larry Boy Barese informeert Larry Boy leden van de DiMeo-familie dat de FBI binnenkort aanklachten gaat indienen tegen leden van de georganiseerde maffia in New Jersey. Dit heeft hij gehoord van “zijn bron” bij de FBI. De capo’s van de DiMeo-familie komen bij elkaar om te overleggen of ze niet een tijdje hun praktijken moeten staken. Junior vindt van niet. Tony wordt gevraagd over zijn mening, waardoor Junior geagiteerd raakt. Tony gaat hierop mee in Junior’s mening en benadrukt nog even dat hij weet dat Junior de baas is. Hierop vraagt Junior alle leden om “een grote voorjaarsschoonmaak” te houden. De capo’s plukken hun vrouwen snel uit het bruiloftpubliek en spoeden richting huis om aldaar zich van al het mogelijke bewijs van criminele zaken te ontdoen. 
Thuis vissen Tony en Carmela een berg geld en een arsenaal aan geweren uit een vliering. Ook Carmela’s juwelen moeten mee. Als Tony vraagt of hij Carmela’s trouwring ook mag hebben omdat hij daar geen koopafschrift, is Carmela in lichte shock, omdat Tony deze dus blijkbaar niet op legale wijze heeft verkregen. Tony laat Carmela de trouwring houden. Meadow en A.J. zien de opruimbeurt aan, waarop Meadow tegen A.J. zegt dat hij de porno van zijn computer moet halen, omdat de computers mee zullen worden genomen. Ook andere leden van Tony’s clubje zijn druk bezig. Pussy verband een berg papier op de barbecue en Silvio zadelt Christopher Moltisanti en Georgie met het vinden van afluisterapparatuur in de Bada Bing op. 
Tony vraagt Carmela of zij Livia mee kan nemen brunchen. Ondertussen verstopt hij het geld en de wapens in een kast in Livia’s kamer in “rustgemeenschap” Green Grove voordat Livia en Carmela terugkomen. De volgende dag bezoekt Tony Livia. Livia confronteert Tony met het feit dat ze weet dat hij bij een psychiater rondloopt. Dit heeft ze gehoord van A.J. 
Als Tony bij een therapiesessie bij Dr. Melfi is, vertelt hij haar dat hij misschien de volgende afspraak kan missen omdat hij misschien “op vakantie” gaat. Dr. Melfi weet waarom Tony eigenlijk weg gaat, ze heeft op het nieuws gezien dat de DiMeo-familie wordt aangeklaagd, met als hoofdpersoon Uncle Junior. Dr. Melfi heeft eerder met haar familie het indirect aan tafel over Tony gehad. Haar ex-man giste dat ze een patiënt heeft die bij de maffia zit. Hierop hield hij een preek over het feit dat “een aantal Italianen miljoenen Italianen in Amerika een slechte naam heeft bezorgd”. Melfi’s zoon kan alleen maar over maffiafilms beginnen. 
Tony mist dus zijn afspraak bij Dr. Melfi omdat de FBI een huiszoeking houdt. Agent Dwight Harris weet dat Tony kinderen heeft en wil die niet overstuur maken door het huis in de breken. Tony stemt hierop in, waarna agent Harris met agent Grosso  hun zoektocht beginnen. A.J. en Meadow’s computers worden in beslag genomen, evenals een aantal spullen van Carmela. De sfeer slaat om als agent Grasso een glazen kom laat vallen in de keuken. Tony, die door heeft dat Grasso van Italiaanse origine is, vloekt hierop tegen hem in het Italiaans. Carmela weigert de kapotte kom op te vegen. Later die avond eet de familie Soprano Chinees. Tony klaagt aan tafel dat Italianen oneerlijk worden behandeld door de politie. De Amerikaanse samenleving vergeet dat Italianen als Michelangelo een grote bijdrage aan de maatschappij hebben geleverd. Tony vertelt ook dat Antonio Meucci de uitvinder van de telefoon is, en niet Alexander Graham Bell. 
Op de volgende therapiesessie vertelt Dr. Melfi dat ze wel de gemiste sessie in rekening brengt. Hierop wordt Tony boos. Hij zegt dat ze uiteindelijk er alleen maar op uit is om geld uit zijn zakken te kloppen in plaats van hem beter te maken. Hij gooit een berg flappen op haar, vloekt wat en verlaat het kantoor. 
Christopher blijkt terugkerende nachtmerries te hebben over de eerste man die hij neerschoot, Emil “e-mail” Kolar. In deze droom bedient hij een dode versie van Kolar in Satriale’s. Emil waarschuwt dat Christopher bewijs van de moordheeft achtergelaten. Een hand geeft het vlees vanuit de vitrine aan, die Christopher opeens vastpakt. De volgende dag besluit Christopher het lijk te herplaatsen. Dit doet hij met de hulp van Georgie. Beide heren verbazen zich erover dat de nagels en het haar van Kolar onder de grond nog zijn doorgegroeid. 
Daarnaast worstelt Christopher met zijn filmscript, - losjes gebaseerd op zijn eigen ervaringen in de criminele wereld - ; hij kan geen “verhaalboog” voor de personages vinden. Hij heeft enkel 19 pagina’s, - rijkelijk bezaaid met spelfouten -, geschreven, terwijl een script er zo’n 120 nodig heeft. Hij is boos op zijn laptop, in de gedachte dat een laptop het schrijven makkelijker zou maken. Adriana La Cerva, Paulie en Big Pussy proberen hem allemaal te helpen. De situatie verslechterd alleen maar als Christopher het nieuws ziet. Brendan Filone wordt op het nieuws genoemd als een DiMeo-lid. Hij als geliquideerde krijgt meer respect dan Christopher. Tony vraagt Christopher om naar de Bing te komen en vraagt hem wat gebakjes mee te nemen. Bij de bakker doet de verkoper erg moeilijk met betrekking op getrokken nummertjes. Deze frustratie uit Christopher door wat op de grond te schieten, waarna de hulp snel wat gebakjes in de doos doet alvorens Christopher hem daadwerkelijk door zijn voet schiet. 
Tony is niet blij met dit nieuws en berispt Christopher. Bezorgd om Christopher’s mentale conditie, vraagt Tony hem of hij wel eens aan suïcide heeft gedacht (door zijn wijsvinger in de mond te doen als een pistool). Christopher ontkent deze gevoelens. De volgende dag ontvangt Christopher een telefoontje van zijn moeder. In de Star-Ledger staat een artikel over de maffia waarin hij wordt genoemd. Hoewel zijn moeder dit betreurt, is Christopher erg blij met dit nieuws, omdat hij nu eindelijk het respect heeft waar hij om vroeg. Als hij zijn naam ziet staan, neemt hij een hele stapel kranten mee en vlucht met de auto weg.

## Eerste verschijningen
- Agent Grasso: een FBI-agent die de  DiMeo-familie onderzoekt.
- Agent Harris: een FBI-agent die de  DiMeo-familie onderzoekt.
- Jason LaPenna: Dr. Melfi's zoon
- Richard LaPenna: Dr. Melfi's ex-man.
- Angie Bonpensier: Pussy's vrouw van 24 jaar, wie wordt beschouwd als “maffiavrouw” en een goede vriendin is van Carmela Soprano, Gabriella Dante en Rosalie Aprile.
- Gabriella Dante: Silvio's vrouw wie wordt beschouwd als “maffiavrouw” ” en een goede vriendin is van Carmela Soprano, Angie Bonpensiero en Rosalie Aprile.

## Trivia
- In Christopher ’s droom is het nummer 34 te zien in de achtergrond van de slagerij. Dit is hetzelfde nummer als Christopher krijgt als hij in de rij bij de bakkerij staat.

## Titelverklaring
- Christopher probeert een filmscript te schrijven. Adriana noemt hem dan haar eigen "Tennessee Williams", een verwijzing naar Tennessee Williams, de toneelschrijver die A Streetcar Named Desire schreef.